# Сулятицький Василь Митрофанович
Василь Митрофанович Сулятицький (1885 — 1907) — діяч партії соціалістів-революціонерів, член її "Бойової організації", учасник низки терористичних актів, повішений за вироком військово-польового суду в Петропавлівській фортеці.

## Біографія
Василь Сулятицький народився 1885 року в сім'ї священника. Закінчив курс духовної семінарії у Полтаві. Вступив на службу 67 роту 57 піхотного Литовського полку. Вступив до партії соціалістів-революціонерів, був членом її сімферопольського комітету. За спогадами Бориса Савінкова, був «дуже високим, білявим солдатом з блакитними очима, що сміються».
Сулятицький брав безпосередню участь в організації втечі Савінкова з севастопольської в'язниці у 1906 році. 1 липня він вперше з'явився на гауптвахту, на якій утримувався Савінков, разом з вартовими як розводящий внутрішніх постів. Після закінчення ранкової повірки Сулятицький зайшов у камеру до Савінкова і передав йому записку від члена «Бойової організації» Лева Зільберберга. Сулятицький пообіцяв уночі того ж дня вивести Савінкова з в'язниці, проте вже вдень цей план було зірвано, бо начальник варти наказав здати йому ключі від камер. Сулятицький виготовив зліпок та передав його Зільбербергу. Зільберберг зробив ключ, але той не підійшов до замку, і втечу довелося відкласти. 3 липня Сулятицький знову прийшов на гауптвахту, вирішивши цього разу приспати за допомогою цукерок зі снодійним усі варти, але й ця спроба не мала успіху. Ще одна спроба організувати втечу провалилася, оскільки начальник варти підпоручик Коротков відмовився затвердити Сулятицького розводячим. Щоразу, щоб потрапити на гауптвахту, Сулятицькому доводилося напувати горілкою фельдфебеля і вигадувати причини свого бажання потрапити в караул у той час як він, будучи однорічником, міг би потрапити на більш легку роботу.

## Терористична діяльність
Сулятицький поїхав до Сімферополя і з'явився до командира полку полковника Черепахіна-Іващенка, розповівши йому про зняття його з поста Коротковим, пояснивши, що ображений цією недовірою. Повернувшись до Севастополя та зустрівшись із Зільбербергом, Сулятицький 15 липня з'явився на гауптвахту. Тієї ж ночі Сулятицький і Савінков втекли. Незабаром було розмножено та поширено повідомлення наступного змісту:
|  | У ніч на 16 липня, за постановою бойової організації партії соціалістів-революціонерів і за сприяння однорічного охотника 57 Литовського полку В.М.Сулятицького звільнений з-під варти член партії соціалістів-революціонерів Борис Вікторович Савінков, який перебував на головній кріпосній гауптвахті.. |

Сулятицький, Зільберберг та Савінков поїхали до Європи. Там Савінков познайомив Сулятицького з одним із лідерів партії есерів Михайлом Гоцем. Сулятицький вступив до «Бойової організації». Спочатку, 2-3 тижні, разом із Савінковим він проживав у Парижі. Згодом Савінков так описував Сулятицького:
|  | Мрією Сулятицького, як колись Каляєва, було вбивство царя. Він пропонував для цього план, хоч і тривалий, зате, на його думку, вірний. Він казав, що треба комусь із революціонерів вступити до будь-якого військового училища в Петербурзі. Щорічно випускні юнкери зводяться в офіцери особисто царем. Кожен юнкер може вбити царя на цій церемонії. Сулятицький пропонував саме себе таким виконавцем. Я розповів згодом про цей план Азефу, і він схвалив його, але, з причин, мені невідомих, ніким і ніколи не було зроблено спроби привести цей план до виконання. Я ж думаю, що, можливо, Сулятицький мав рацію: партія витратила згодом не менше часу і набагато більше сил на царевбивство, але безрезультатно... У Сулятицькому гармонійно поєднувалися дві риси — основні риси психології кожного терориста. У ньому однаковою мірою жили два бажання: бажання перемоги і бажання смерті в ім'я революції. Він не уявляв собі своєї участі в терорі інакше, як зі смертним кінцем, більше того, він хотів такого кінця: він бачив у ньому, певною мірою, спокуту неминучому і все-таки гріховному вбивству. Але він з не меншою напругою хотів і перемоги, хотів померти, здійснивши терористичний акт, важкий за виконанням і значний за результатами... Я переконався в Парижі, що бойова організація набуває в його особі виняткового за своїми внутрішніми якостями члена. |

Після відновлення терору Сулятицький таємно повернувся до Російської імперії, де у Санкт-Петербурзі став учасником підготовки до замаху на прем'єр-міністра Петра Столипіна. Після провалу цього замаху Сулятицький входив до групи, яка готувала вбивство головного військового прокурора генерала Павлова. У грудні 1906 року Сулятицький брав участь у вбивстві петербурзького градоначальника Володимира фон дер Лауніца на відкритті нової клініки. До його завдань входило вбивство Столипіна, проте той на відкриття не приїхав.

## Страта
9 лютого 1907 року Сулятицького було заарештовано і віддано під суд разом із Зільбербергом. У справі Сулятицький проходив під ім'ям Гронського. Петербурзький військово-окружний суд засудив його і Зільберберга до страти через повішення. 16 липня 1907 року вирок був виконаний у Петропавлівській фортеці.